# Cantón de Sourdeval
El cantón de Sourdeval era una división administrativa francesa, que estaba situada en el departamento de Mancha y la región de Baja Normandía.

## Composición
El cantón estaba formado por ocho comunas:
- Beauficel
- Brouains
- Chaulieu
- Le Fresne-Poret
- Gathemo
- Perriers-en-Beauficel
- Sourdeval
- Vengeons

## Supresión del cantón de Sourdeval
En aplicación del Decreto nº 2014-246 de 25 de febrero de 2014, el cantón de Sourdeval fue suprimido el 22 de marzo de 2015 y sus 8 comunas pasaron a formar parte del nuevo cantón de Mortainais.